# هانس فون‌پشمان
هانس فون‌پشمان (آلمانی: Hans von Pechmann؛ ۱ آوریل ۱۸۵۰ – ۱۹ آوریل ۱۹۰۲) یک شیمی‌دان در زمینه شیمی آلی اهل آلمان بود.